# هوادرق
هوادرق یک روستا در ایران است که در دهستان مهماندوست واقع شده‌است. هوادرق ۴۰ نفر جمعیت دارد.